# Zarza de Montánchez
Zarza de Montánchez è un comune spagnolo di 624 abitanti situato nella comunità autonoma dell'Estremadura.